# Lichinga

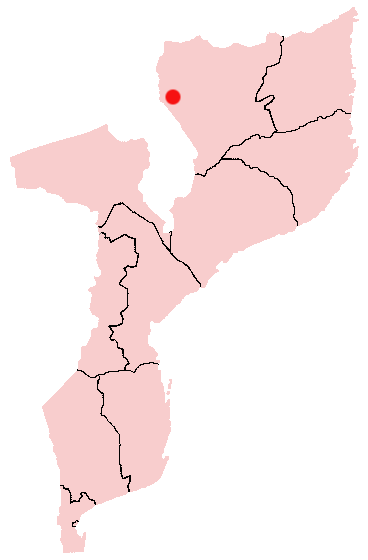
Lichingas läge i Moçambique.

Lichinga är en stad i nordvästra Moçambique, och är den administrativa huvudorten för provinsen Niassa. Den beräknades ha 214 614 invånare 2015.